# Robert Mbwinga Bila
Robert Mabwinga Bila est un homme politique de la République démocratique du Congo. Le 28 avril 2012, il est nommé ministre des Affaires foncières au sein du gouvernement Matata I sur ordonnance présidentielle.

## Biographie
Robert Mabwinga Bila il est docteur en économie appliquée (sciences de gestion) de l'Université catholique de Louvain (UCL), il est professeur de sciences de gestion, orientation marketing, à l'université de Kinshasa (UNIKIN) et à l'université protestante au Congo (UPC).

## Carrière politique
Le professeur Robert Mabwinga a exercé différentes fonctions : conseiller et directeur de cabinet des ministères du Gouvernement central et de la Présidence de la République ; directeur général et membre des conseils d'administration des entreprises publiques et privées ; membre du Gouvernement en qualité de vice-ministre ou de ministre et, finalement, membre du Parlement en qualité de député national.
Il est l'auteur de nombreuses publications scientifiques.